# Ptilinopus huttoni
Ptilinopus huttoni là một loài chim trong họ Columbidae.